# Takiritawai (rivière)
La rivière Takiritawai  (en anglais : Takiritawai River) est un cours d’eau de la région de  Canterbury dans l’Île du Sud de la Nouvelle-Zélande.

## Géographie
C’est une courte rivière d’approximativement 1,5 km, qui s’écoule de la confluence de la rivière Okana et de la rivière  Okuti pour aller alimenter la partie supérieure du lac Forsyth (en), au sud-ouest de la Péninsule de Banks.